# Socha svatého Prokopa (Police nad Metují)
Socha svatého Prokopa je situována v Kostelní ulici, při čp. 3 v Polici nad Metují v okrese Náchod. Socha je chráněna jako kulturní památka od 3. 5. 1958. Národní památkový ústav tuto sochu uvádí v katalogu památek pod rejstříkovým číslem ÚSKP 31965/6-1851.

## Popis
Pozdně barokní pískovcová socha svatého Prokopa ve značně sklonitém postoji na masivním třídílném soklu s vyvýšeným segmentem ve středu je kvalitním příkladem sochařské tvorby ve východních Čechách. Sochu daroval polické obci břevnovsko-broumovský opat Benno Löbl roku 1746. Socha původně před stála městským mlýnem (dnes čp. 195 v Nádražní ulici). Na současné stanoviště byla přenesena roku 1857. Pochází nejspíše z dílny spolupracovníků Jana Brokoffa z doby kolem roku 1706, kdy dílna tvořila sousoší P. Marie na broumovském náměstí. Jejím místním protějškem je socha svatého Jana Nepomuckého. Ve střední části soklu je nika ukončená nahoře mušlovitou lunetou. Na zaobleném podstavci stojí socha světce. Těžiště figury je na levé noze, pravá je předsunutá. Světec má na hlavě mitru. Drapérie je bohatě řasená, nahoře je pelerína. Socha byla poprvé restaurována roku 1871 nákladem polického mecenáše Augustina Kejdany. Podruhé prošla restaurací roku 1997 v ateliéru akademického sochaře Antonína Wagnera ve Dvoře Králové nad Labem. Soše dnes chybí kříž, který světec držel v ruce. Po obou stranách sochy je kamenná balustráda, která byla původně zábradlím silničního mostu nad stokou od podklášterního mlýna při bývalé hlavní komunikaci v ohybu cesty ve směru od kláštera.